# Laroque (Hérault)
Laroque è un comune francese di 1 480 abitanti situato nel dipartimento dell'Hérault nella regione dell'Occitania.

## Società

### Evoluzione demografica
Abitanti censiti